# 카탈로그
카탈로그(catalog)는 선전을 목적으로 설명을 붙여 만든 상품의 목록이다. 목록, 요람, 편람, 안내서라고도 한다. 출판사나 도서관에서 도서 목록, 저자, 책의 내용을 간단히 소개한 인쇄물이나 기업, 학교 등의 기관의 홍보물도 여기에 포함한다. 그 중 특히 자동차의 카탈로그는 자동차 매니아들 사이에서 수집하는 것이 인기를 얻고 있다. 

## 같이 보기
- 전단지
- 디렉터리

## 참고 자료
- 이 문서에는 다음커뮤니케이션(현 카카오)에서 GFDL 또는 CC-SA 라이선스로 배포한 글로벌 세계대백과사전의 내용을 기초로 작성된 글이 포함되어 있습니다.